# Noir (rollspel)
Noir är ett svenskt dystopiskt rollspel från 2006 som utspelar sig i en miljö som inspireras av klassisk film noir och moderna tecknade serier och filmer som The Crow, Sin City och V för Vendetta. Spelets huvudförfattare är Marco Behrmann och Petter Nallo vilka tidigare arbetat med bland andra spelen Eon, Neotech och Viking.
Noir utspelar sig till större delen i den fiktiga mångmiljonstaden Sandukar, huvudstad i Imperiet. I Sandukar finns konspirationer för att ta över makten, gangstrar, korruption och ansiktslös byråkrati. Spelet ges ut av Regnskugga förlag och distribuerades fram till 2014 av Neogames.
2007 utsågs Noir till årets rollspel av Speltidningen Fenix läsare.
Sedan 2014 ingår Noir i Helmgast produktutbud då huvudförfattarna var med och grundade företaget.